# ブライズメイズ 史上最悪のウェディングプラン
『ブライズメイズ 史上最悪のウェディングプラン』（ブライズメイズ しじょうさいあくのウェディングプラン、Bridesmaids）は、2011年の。
第84回アカデミー賞で脚本賞（クリステン・ウィグ、アニー・マモロー）と助演女優賞（メリッサ・マッカーシー）にノミネートされた（受賞はならず）。

## ストーリー
仕事も恋も全く上手く行かない冴えない女性アニーは、幼なじみの親友リリアンが結婚することを聞き、祝福したい気持ちとは別に複雑な思いを抱く。それでも、リリアンから「メイド・オブ・オナー（花嫁介添人のリーダー）」を任されたアニーは、リリアンのために結婚式のプランを必死に考える。ところが、リリアンの婚約者ダグの上司ペリーの妻でセレブな美女ヘレンがブライズメイド（花嫁介添人）に加わったと知ると、アニーは親友リリアンをヘレンに奪われたような嫉妬心から、ヘレンと無理に張り合うようになり、結果として数々の致命的な失敗を犯してしまう。結局、アニーには荷が重いと判断したリリアンはメイド・オブ・オナーをヘレンに任せることにする。自らの失敗が原因と自覚しているアニーは意気消沈する。ところが、リリアンの結婚を祝ってヘレンが開いたゴージャスなブランチパーティで、アニーは鬱屈した思いを爆発させると、パーティをめちゃめちゃにして、リリアンと大げんかをしてしまう。更に、自分に想いを寄せてくれていた警察官ネイサンの優しい気持ちを素直に受け入れられないアニーは、彼を深く傷つけてしまう。
仕事も住む家もなくした上、友情も恋もなくしたアニーを励ましたのは、リリアンの婚約者ダグの妹でブライズメイドの1人、メーガンだった。メーガンの励ましで立ち直ったアニーだったが、ネイサンに贈った手作りの謝罪のケーキは拒絶される。
リリアンの結婚式当日の朝、アニーは結婚式には出席しないつもりでいたが、そこにリリアンが行方をくらましたとヘレンがアニーを訪ねて来る。アニーを無視するネイサンに何とか頼み込んでリリアンの行方を探してもらうと、リリアンは自分のアパートの部屋に戻っていただけだった。久しぶりに再会したアニーとリリアンは互いの素直な気持ちを吐露し、仲直りをする。またこの件をきっかけにアニーとヘレンもようやく和解するに至る。
リリアンの結婚式は無事に終わる。新婚旅行に旅立つリリアンを見送ったアニーを迎えに来たのはネイサンだった。実はネイサンはアニーからの謝罪のケーキを食べていたのだ。2人はキスを交わすと、ネイサンが運転するパトカーに乗って式場を後にする。

## キャスト
※括弧内は日本語吹替
- アニー・ウォーカー - クリステン・ウィグ（日野由利加）

宝石店店員。ケーキ屋を営んでいたが失敗し、恋人にも捨てられた薄幸の女性。
- リリアン・ドノヴァン - マーヤ・ルドルフ（野沢由香里）

アニーの幼なじみの親友。父親がアフリカ系。
- ヘレン・ハリス - ローズ・バーン（園崎未恵）

リリアンの婚約者の上司ペリーの妻。セレブ。
- メーガン - メリッサ・マッカーシー（斉藤貴美子）

リリアンの婚約者の妹。
- リタ - ウェンディ・マクレンドン＝コーヴィ（水野ゆふ）

リリアンのいとこ。男の子3人の子持ち。欲求不満。
- ベッカ - エリー・ケンパー（渋谷はるか）

リリアンの同僚。新婚。
- ネイサン・ローズ巡査 - クリス・オダウド（郷田ほづみ）

アニーに惹かれる。アイルランド系。
- ジル - マット・ルーカス

アニーが住むアパートの同居人。妹のブリンと共にアニーを悩ませる。
- ドン - マイケル・ヒッチコック

アニーが働く宝石店のオーナー。
- ブリン - レベル・ウィルソン

アニーが住むアパートのルームメイトの妹。イギリスから観光ビザで兄の家に滞在している。
- ダグ - ティム・ハイデッカー（英語版）

リリアンの婚約者。メーガンの兄。
- アニーの母 - ジル・クレイバーグ

絵を描くのが趣味。アルコール依存症でもないのに禁酒会に通う。
- テッド - ジョン・ハム（藤真秀）

アニーと身体の関係だけの相手。本人だけは相性が良いと思っている。
- ブート・キャンプ・インストラクター - テリー・クルーズ
- ジョン - ベン・ファルコーン

航空警察官。メーガンに言い寄られる。